# Jean-Ossaye Mombur
Jean-Ossaye Mombur né à Ennezat (Puy-de-Dôme) le 22 février 1850 et mort à Vichy (Allier) le 16 août 1896 est un sculpteur français.

## Biographie
Fils de Michel Mombur et de Martine Ossaye dont il empruntera plus tard le nom pour l'accoler au sien, il est élève à l'école de dessin de Clermont-Ferrand, puis s'installe à Paris en 1872 et intègre l'École des beaux-arts où il fréquente les ateliers d'Auguste Dumont, Gabriel-Jules Thomas, et Jean-Marie Bonnassieux. Il concourt plusieurs fois au prix de Rome : en 1877, en 1879 où il reçoit un second grand prix, et en 1880, sans succès.
Il débute au Salon en 1878 et y exposera, jusqu'à sa mort, quelques groupes sculptés et surtout des bustes en plâtre ou en bronze. 

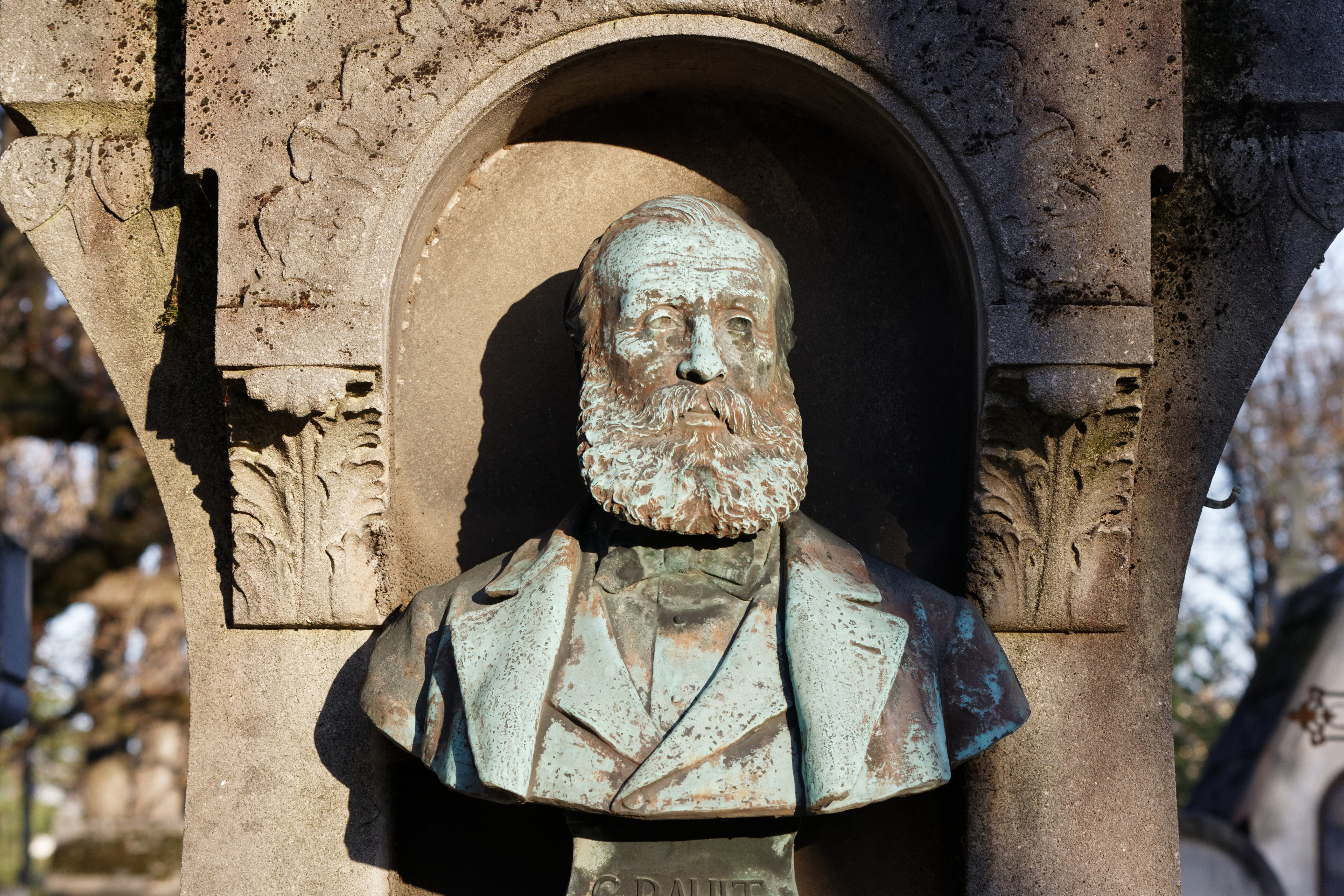
Charles-Hubert Rault (1886), Paris, cimetière du Père-Lachaise.

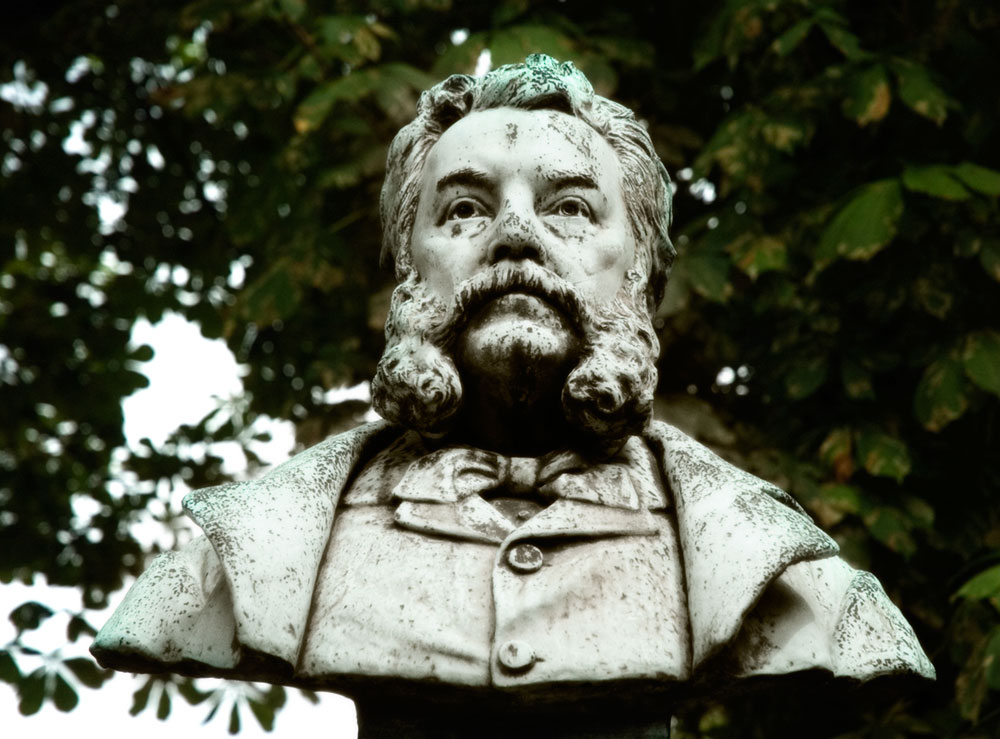
Auguste Valentin, Paris, cimetière du Père-Lachaise.

Il présente au Salon de 1882 une Paysanne d'Auvergne, dont le bronze de 1883 (détruit) ornait la place de Montrouge à Paris. L'artiste reçoit une mention honorable au Salon pour cette figure, et une réplique est installée à Chamalières au parc Bargoin. Mombur expose son groupe en plâtre Hébé en 1886 et une Idylle en plâtre au Salon de 1890, exécutée en bronze pour le Salon de 1891 et déposée à Port-Vendres. Envoyée à la fonte pendant l'Occupation en 1942, la sculpture est reconstituée d'après le modèle en plâtre et ré-inaugurée sur la place Castellane en 1999. 
Au Salon de 1892, l'artiste présente le plâtre de son Baiser filial, dit aussi Faucheur et enfant, envoyé au musée Massey de Tarbes puis déposé à la mairie de Castelnau-Rivière-Basse. La version en marbre réalisée un an plus tard est présentée à titre posthume au Salon de 1898. 
Il expose de nombreux bustes au Salon tout au long de sa carrière. Il envoie un buste de son père en plâtre au Salon de 1879, et un buste de Jean-Baptiste Bargoin en bronze au Salon de 1882. Au Salon de 1892, il expose un buste du juge Salneuve, puis un buste du docteur Menne au Salon de 1894, ou encore un buste de M. Lasteyras l'année suivante. 
Il réalise aussi plusieurs effigies destinées à des monuments funéraires à Paris : un médaillon en bronze du professeur Vazeille en 1885 pour le cimetière du Montparnasse, un buste d'Auguste Valentin pour son tombeau du cimetière du Père-Lachaise, et un buste de Charles-Hubert Rault en 1886 pour le même cimetière. Son buste en marbre d'Adolphe Brongniart est envoyé en 1886 au Muséum national d'histoire naturelle, et il sculpte un buste de Marmontel en marbre en 1889 pour le palais Garnier. 
Il sculpte l'effigie en pied du chansonnier Pierre-Jean de Béranger ornant les façades du nouvel hôtel de ville de Paris. L'artiste reçoit une médaille de troisième classe au Salon de 1884, et une médaille de bronze à l'Exposition universelle de 1889. 
Il meurt à Vichy le 16 août 1896 à l'âge de 46 ans.
Depuis 2013, une place porte son nom à Ennezat, sa ville natale.

## Œuvres
États-Unis

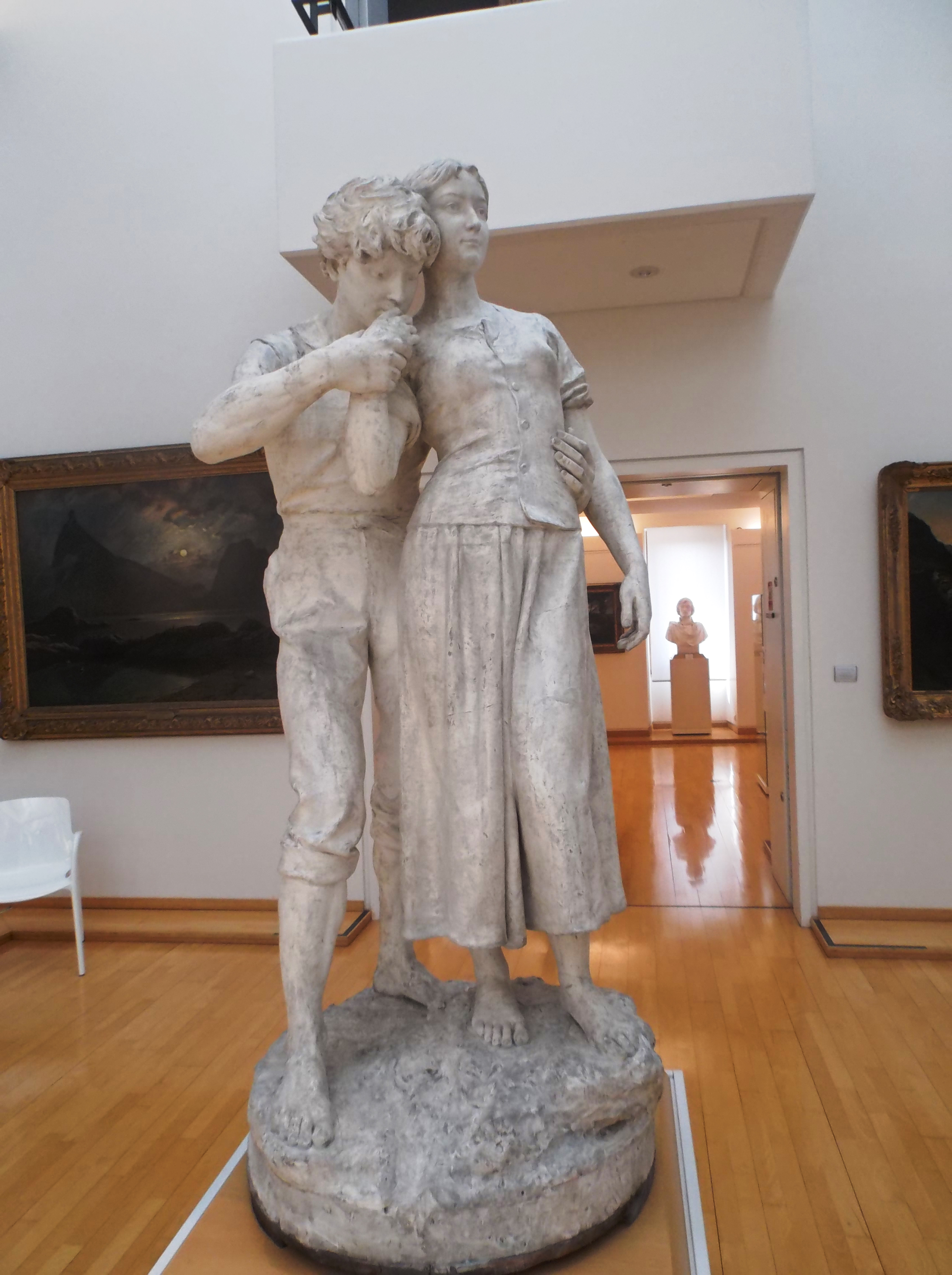
Idylle (1890), Clermont-Ferrand, musée d'Art Roger-Quilliot.

- New York, Metropolitan Museum of Art :
  - George Washington, 1875-1880, statuette en bronze argenté[8] ;
  - Le Marquis de Lafayette, 1870-1883, statuette en bronze argenté[9].

France
- Billom, collégiale Saint-Cerneuf : décor de l'autel de Saint-Joseph, 1880, plâtre.
- Castelnau-Rivière-Basse, mairie : Le Baiser filial, 1892, groupe en plâtre, dépôt du musée Massey de Tarbes.
- Chamalières, parc Bargoin : Paysanne d’Auvergne, ou Femme aux petits pois, dite aussi La Semeuse, 1882, groupe en bronze. Endommagée par la chute d’un arbre en 2003, la tête de la paysanne a été mal repositionnée et penche désormais vers le bas[10].
- Chauriat, cimetière, Buste de Francisque Rudel du Miral, bronze, 1884
- Clermont-Ferrand, musée d'Art Roger-Quilliot :
  - Tobie rendant la vue à son père, 1879, bas-relief en plâtre ;
  - Idylle, 1890, groupe en plâtre[11].
- Paris :
  - cimetière du Montparnasse : Le Professeur Vazeille, 1885, médaillon en bronze.
  - cimetière du Père-Lachaise : Auguste Valentin, buste en bronze.
  - hôtel de ville : Pierre-Jean de Béranger, statue en pierre.
  - Muséum national d'histoire naturelle : Buste d'Adolphe Brongniart, 1886.
  - palais Garnier, couloir des 2e loges : Jean-François Marmontel, 1889, buste en marbre.
  - place Ferdinand-Brunot : Paysanne d'Auvergne, ou La Femme des champs, ou Retour des champs, ou Femme aux petits pois, 1883, groupe en bronze, envoyé à la fonte sous le régime de Vichy, dans le cadre de la mobilisation des métaux non ferreux[12].
- Port-Vendres, place Castellane : Idylle, 1891, groupe en bronze, envoyé à la fonte sous le régime de Vichy, dans le cadre de la mobilisation des métaux non ferreux, la reconstitution en bronze date de 1999[11].
- Riom, musée Mandet :
  - Hébé, 1886, groupe en plâtre ;
  - Faucheur et enfant ou Baiser filial, 1893, groupe en marbre[13].
- Royat, parc Bargoin : Paysanne d'Auvergne, 1883.
- Sète, musée Paul-Valéry : Jean-François Marmontel, buste en plâtre.
- Vichy, place de la Gare : Vichy accueillant ses hôtes, 1895, groupe en bronze, envoyé à la fonte sous le régime de Vichy, dans le cadre de la mobilisation des métaux non ferreux[14].

Œuvres de Jean-Ossaye Mombur
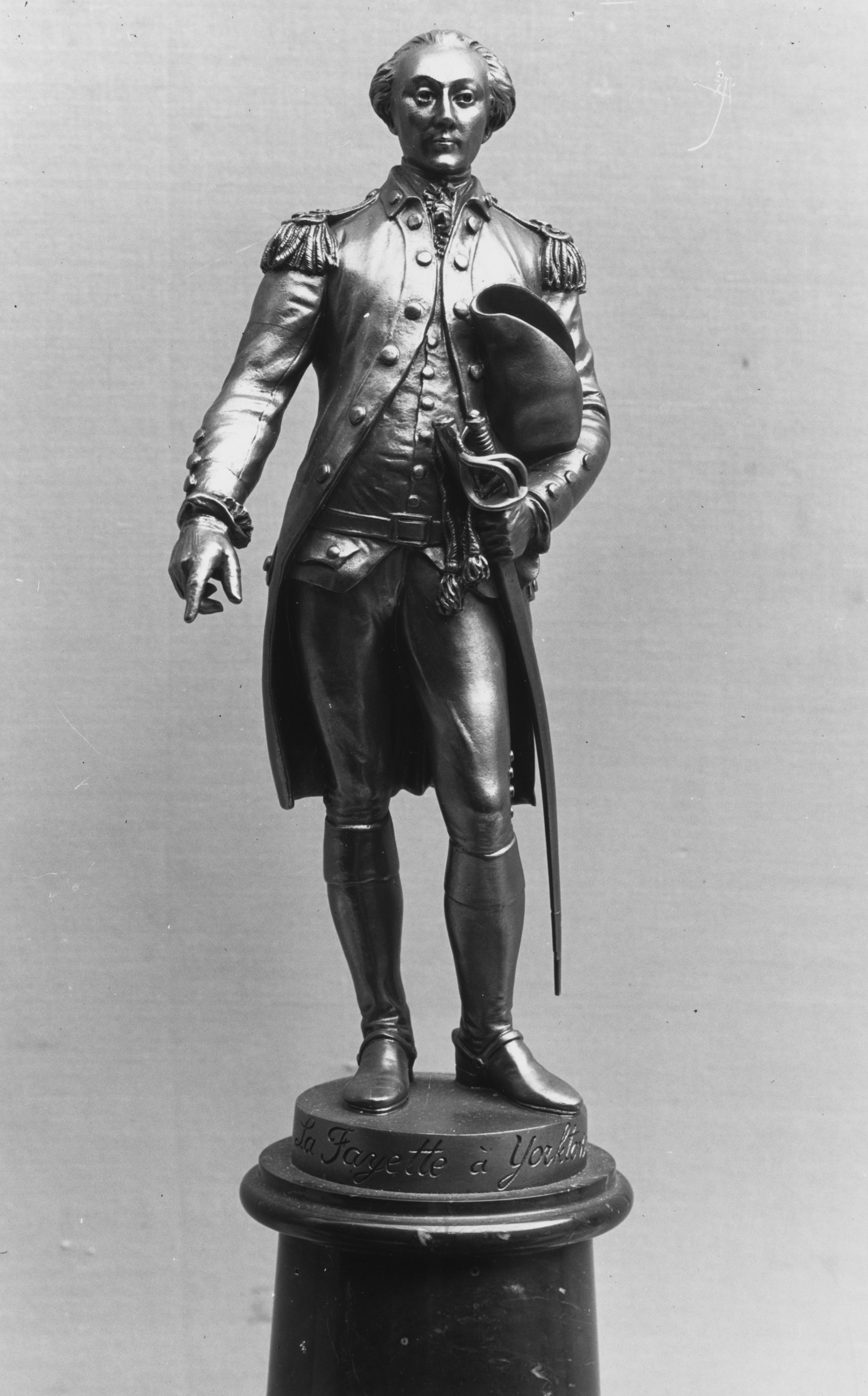
Le Marquis de Lafayette (1870-1883), New York, Metropolitan Museum of Art.
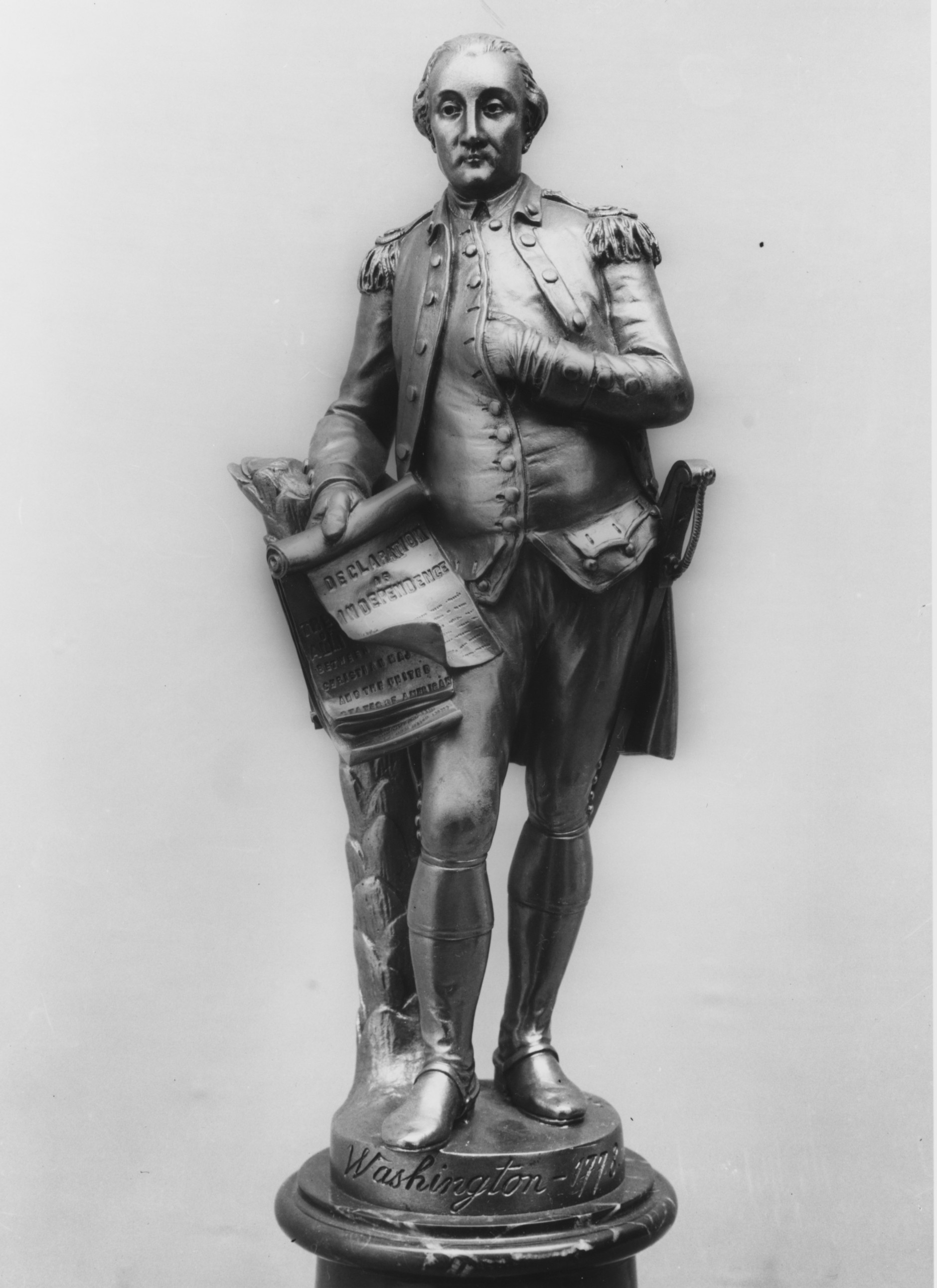
George Washington (1875-1880), New York, Metropolitan Museum of Art.
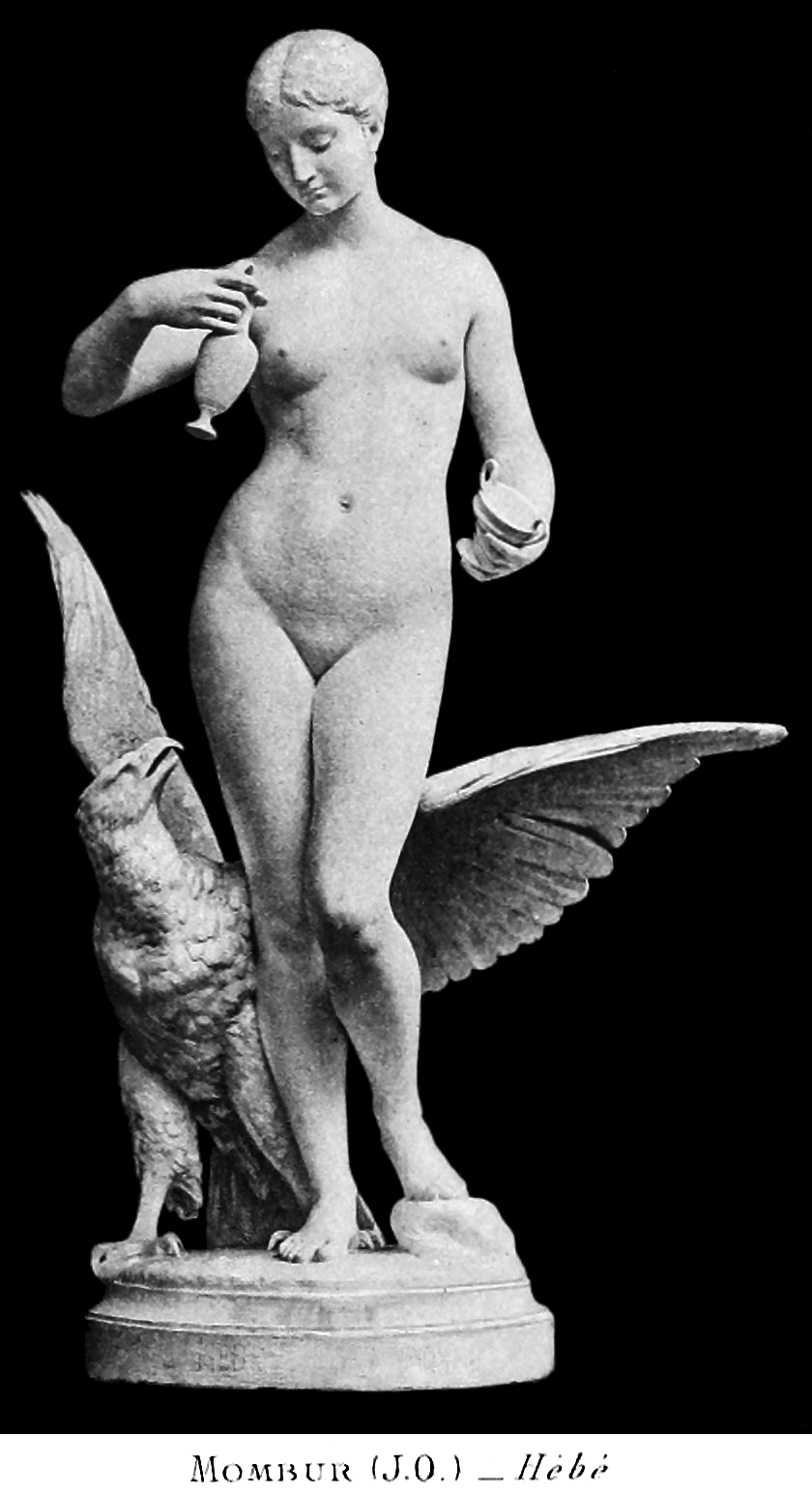
Hébé (1886), Riom, musée Mandet.